# Echinocereus sciurus
Echinocereus sciurus är en kaktusväxtart som först beskrevs av K. Brandegee, och fick sitt nu gällande namn av Dams. Echinocereus sciurus ingår i släktet Echinocereus och familjen kaktusväxter.

## Underarter
Arten delas in i följande underarter:
- E. s. floresii
- E. s. sciurus

## Bildgalleri

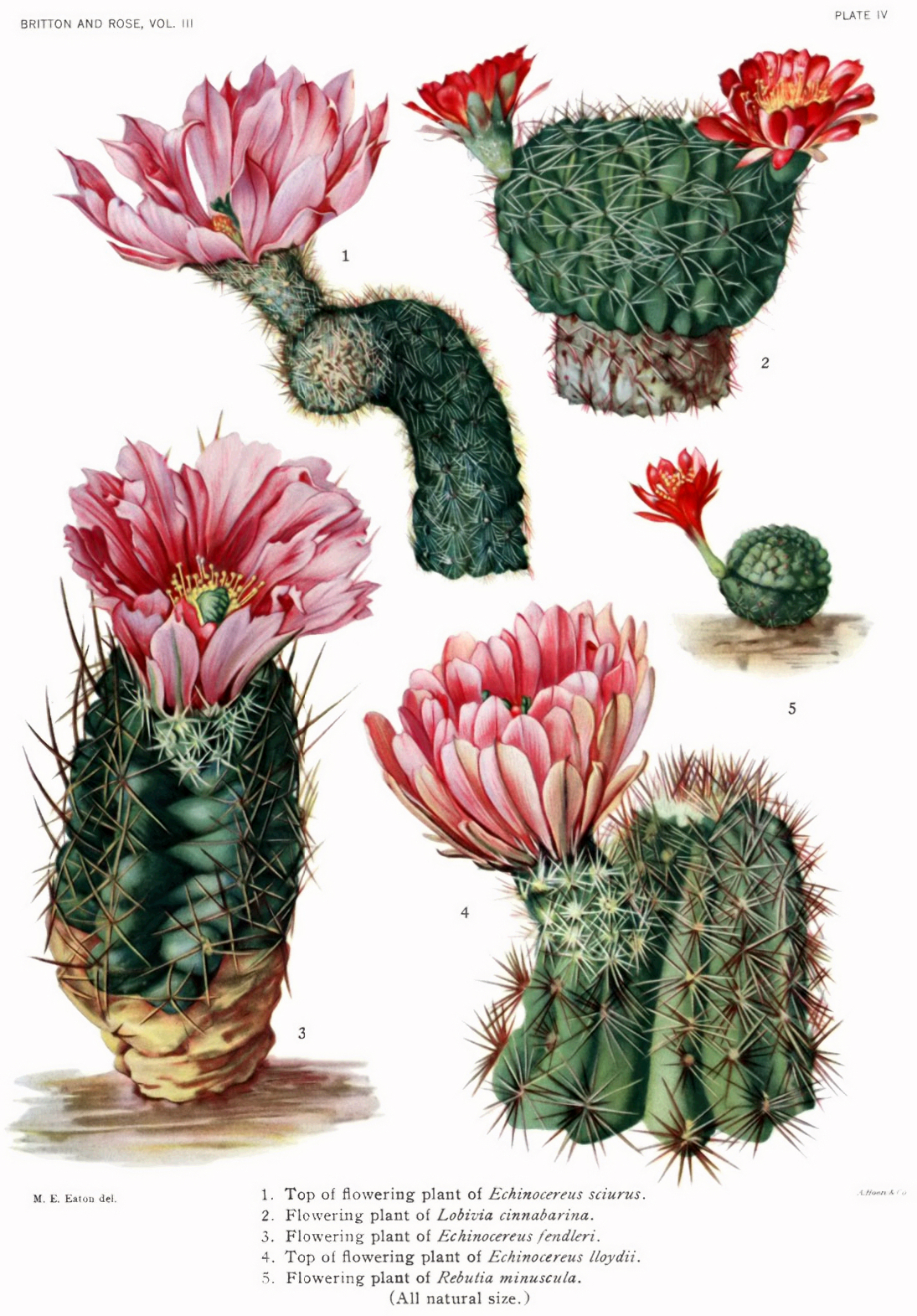